# Ishpatina Ridge
Ishpatina Ridge är en ås i Kanada.   Den ligger i provinsen Ontario, i den sydöstra delen av landet, 400 km nordväst om huvudstaden Ottawa. Ishpatina Ridge ligger vid sjön Mihell Lake.
I omgivningarna runt Ishpatina Ridge växer i huvudsak blandskog. Trakten runt Ishpatina Ridge är nära nog obefolkad, med mindre än två invånare per kvadratkilometer.